# Paragraf 32
Paragraf 32 var samlingsnamnet på den praxis inom svensk arbetsrätt som fastslog att arbetsgivaren hade rätt till arbets- och företagsledning. Paragrafen (tidigare § 23) var ett avsnitt i stadgarna för SAF som förbjöd föreningens medlemmar att sluta avtal med arbetstagarorganisationer om arbetsgivaren inte tillförsäkrades rätten att "fritt leda och fördela arbetet samt antaga och avskeda arbetare". LO hade i samband med Decemberkompromissen 1906 accepterat denna s.k. "arbetsgivarbefogenhet" i utbyte mot att arbetstagarsidan till exempel tillförsäkrades rätten att organisera sig och garanterades avtalsfred. Arbetsgivarorganisationerna drev länge frågan om att få paragraf 32 (dåvarande paragraf 23) inskriven i lagen, något som LO motsatte sig. Arbetsdomstolen inrättades 1928 och fällde ett antal prejudicerande domar som innebar att paragrafen i praktiken fick samma rättsliga betydelse som en lag. Bland annat etablerades den s.k. 29/29-principen eller lydnadsplikten, enligt vilken arbetsgivaren till exempel har rätt att beordra de anställda att utföra vissa arbetsuppgifter.

## Politisk stridsfråga

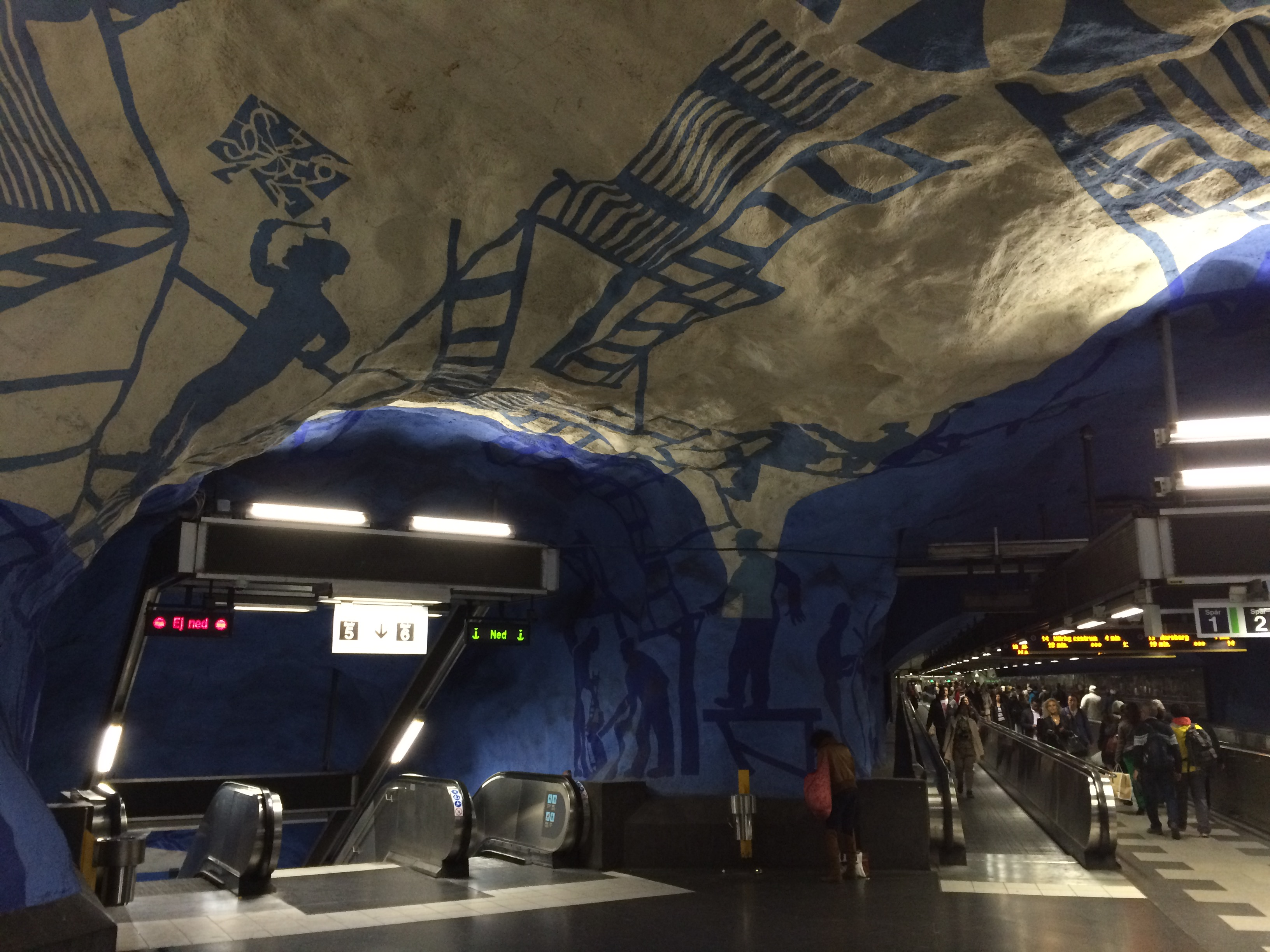
I Per Olov Ultvedts målning på T-Centralen hackar en arbetare sönder "§32"

Paragraf 32-frågan var under många år en viktig stridsfråga för arbetarrörelsen, som menade att den politiska demokratin och den allmänna rösträtten borde utökas med ekonomisk demokrati, vilket i praktiken innebar en inskränkning av arbetsgivarens möjligheter att driva företaget utan inblandning från de anställda eller deras fackliga representanter. De arbetsrättsliga reformerna på 1970-talet begränsade arbetsgivarbefogenheterna, och i och med § 32 Medbestämmandelagen (MBL) som trädde i kraft 1977 fick arbetstagarna möjlighet att delta i beslut som rörde arbetets ledning och fördelning. I samband med att MBL antogs och arbetsmarknadens parter förnyade sina avtal ändrade SAF formuleringen i sina stadgar. Däremot hade paragraf 32-frågan under 1970-talet skapat stor splittring inom arbetarrörelsen, inte minst mellan fackföreningarna och det socialdemokratiska partiet.